# Stylopidae
Stylopidae es una familia de insectos alados en el orden  Strepsiptera. Existen unos 15 géneros y más de 330 especies descriptas en Stylopidae.
Son parásitos de otros insectos.

## Géneros
- Crawfordia Pierce, 1908
- Eurystylops Bohart, 1943
- Halictoxenos Pierce, 1908
- Hylecthrus Saunders, 1850
- Melittostylops Kinzelbach, 1971
- Pseudoxenos Saunders, 1872
- Stylops Kirby, 1802
- Xenos Rossi, 1793